# Zooey Zephyr
Pour les articles homonymes, voir Zéphyr (homonymie).
Zooey Zephyr est une personnalité politique américaine, membre du Parti démocrate, née le 29 août 1988 à Billings dans le Montana.
Elle est la première femme affirmant publiquement sa transidentité élue à la Chambre des représentants du Montana (en), en 2022.

## Biographie

### Origines et enfance
Zooey Zephyr naît le 29 août 1988 à Billings dans le Montana.
Elle déménage en 2000 avec sa famille à Seattle, dans l'État de Washington. Elle y commence la pratique de la lutte (dans la catégorie masculine), remportant cinq titres d'État.

### Études et parcours professionnel
Elle étudie ensuite à l'université de Washington, où elle obtient un bachelor en administration des affaires et en création littéraire. Elle poursuit ces études dans cette dernière branche dans l'université du Montana, où elle obtient un emploi.

### Vie privée
Elle effectue sa transition de genre en 2018 et se voit de ce fait rejetée par sa famille. Elle choisit comme nouveau nom Zooey Simone Zephyr (ζωή / zoé signifiant vie ou existence en grec, Simone étant le prénom de sa grand-mère paternelle et le zéphyr étant un léger vent d'ouest).
Elle est fiancée à la journaliste et militante des droits des personnes transgenres Erin Reed, avec qui elle est en relation depuis 2022.

## Parcours politique
Zooey Zephyr est membre du Parti démocrate.
Elle est la première femme affirmant publiquement sa transidentité élue à la Chambre des représentants du Montana (en), en 2022.
Elle acquiert une notoriété nationale en avril 2023 après s'être vue privée de parole dans l'hémicycle, puis exclue et forcée de voter à distance (elle s'installe sur un banc public avec le numéro de son siège : le 31), pour avoir déclaré que ceux qui voteraient pour un projet de loi interdisant les soins médicaux liés à la transition pour les jeunes personnes transgenres auraient du sang sur les mains et refusé de s'excuser,,,,,. Le mois suivant, un juge rejette sa demande de réintégration, arguant de la séparation des pouvoirs,.

## Filmographie
- Kimberly Reed (en), Seat 31: Zooey Zephyr, court-métrage documentaire, 15 min[12].